# MTV (Espanha)
MTV España é um canal de televisão espanhol por assinatura de origem americana. Está focada no entretenimento, com a emissão de séries estrangeiras, reality TV de produção original e música. Foi lançado em 10 de setembro de 2000 e é operado pela ViacomCBS Networks EMEAA, que é propriedade da ViacomCBS. O canal esteve disponível na televisão digital terrestre espanhola entre 16 de setembro de 2010 e 7 de fevereiro de 2014, altura em que regressou à televisão paga devido à sua baixa quota de audiência.
O canal emite a partir do Reino Unido, uma vez que tem a sua sede em Londres, através do organismo regulador OFCOM.

## História

### Passo para aTDT espanhola
Graças a um acordo entre a Viacom e a Vocento, em 3 de agosto de 2010, a MTV España começou a emitir como sinal de teste no âmbito da televisão digital terrestre nacional, com a emissão de bumpers, promoções do canal e vídeos musicais sem interrupção até que, em 16 de setembro do mesmo ano, iniciou as suas emissões regulares na TDT, às 21h00, com a retransmissão dos MTV Video Music Awards. Deixou de transmitir música ininterruptamente e a sua programação baseou-se em reality shows, séries de comédia e programas importados, deixando de lado a música como principal fonte de conteúdo No mesmo dia, o canal foi retirado do operador de televisão por satélite Canal+.5 No final, o canal regressou à plataforma na posição 85. Em 1 de julho de 2011, a MTV España adaptou a sua imagem corporativa, retirando o nome "Music Television" sob o logótipo e cortando-o a parte inferior do mesmo.

### Regresso àtelevisão por subscrição
Em 31 de janeiro de 2014, foi anunciado que a MTV deixaria de emitir na TDT em 7 de fevereiro do mesmo ano. Enquanto o canal regressava exclusivamente ao Canal+, no resto dos operadores pagos, o canal era substituído por outro da empresa ou totalmente suprimido da sua oferta de programação.
Em 7 de abril de 2014, a frequência de emissão da MTV desapareceu devido à decisão do Supremo Tribunal de Justiça, promovida pelo Partido Popular, de anular as concessões de radiodifusão gratuita para nove canais, por estas terem sido concedidas sem as devidas licenças.
Em 20 de fevereiro de 2015, o operador Movistar TV incorporou o canal na sua grelha de programação.
Apesar de ter relegado a música para segundo plano, a MTV continua a emitir música diariamente, com blocos de programação como 100% MTV, compostos inteiramente por vídeos musicais de géneros como R&B, Hip-Hop, EDM, Rock, Indie, entre outros. No início de junho de 2016, este bloco foi rebaptizado MTV Insomnia. Além disso, o canal transmite música num bloco chamado #MañanasMusicalesMTV, de manhã à tarde, aos fins-de-semana. Pouco depois do seu regresso ao Canal+, a MTV recomeçou a transmitir concertos em horário nobre.
Após quase um ano de exclusividade no Canal+, o canal aderiu à Telecable em 7 de janeiro de 2015, e à Movistar TV em 20 de fevereiro. Assim, continuou a fazer parte da Movistar+ após a fusão do Canal+ e da Movistar TV.
Em 1 de dezembro de 2015, o canal voltou a entrar no canal Vodafone TV, após quase dois anos de abandono da sua oferta de canais.
Em 7 de setembro de 2016, o sinal de alta definição da MTV España é lançado exclusivamente para os assinantes da Vodafone TV e Telecable.

### Em Portugal
O canal esteve disponível em Portugal entre o mês do início das suas emissões (julho de 2000) e março de 2002, no serviço satélite da TVCabo, que usava o satélite Hispasat para a sua difusão, satélite esse também usado na altura pela operadora espanhola Vía Digital, da Telefónica. Na TV Cabo, a MTV España substituiu a MTV Europe e acabou por ser substituída pelo canal pan-europeu. Na TVCabo por cabo, assim como noutros operadores portugueses mais pequenos de televisão por cabo, a emissão da MTV Europe não foi interrompida neste período, sendo que esse canal apenas foi substituído em todas as plataformas portuguesas de TV por subscrição aquando do início de emissões da MTV Portugal, em julho de 2003. 
Mais tarde, em meados da década de 2000, também era possível ver parte da emissão da MTV España em Portugal através de alguns espaços que canais regionais espanhóis em sinal aberto que emitiam por satélite dedicavam ao canal.

## Antigos apresentadores do canal
- Claudia González (Select MTV)
- Miguel Such (Select MTV)
- Artur Palomo Ramos (Select MTV)
- Deborah Ombres (MTV Hot)
- Guillem Caballé (MTV Kabuki, MTV Top 20 España)
- Johann Wald (MTV Top 20 España)
- Laura Hayden (MTV Top 20 España, Festivaleros MTV)
- Duo Kie (MTV Tunning España)
- Mario Vaquerizo e Olvido Gara (MTV El vídeo del año)

## Audiências na TDT
|      | Janeiro | Fevereiro | Março | Abril | Maio | Junho | Julho | Agosto | Setembro | Outubro | Novembro | Decembro | Média anual |
| ---- | ------- | --------- | ----- | ----- | ---- | ----- | ----- | ------ | -------- | ------- | -------- | -------- | ----------- |
| 2010 | -       | -         | -     | -     | -    | -     | -     | -      | -        | -       | -        | -        | -           |
| 2011 | -       | -         | -     | -     | -    | -     | -     | -      | -        | -       | -        | -        | -           |
| 2012 | 0,6%    | 0,6%      | 0,6%  | 0,8%  | 0,7% | 0,7%  | 0,8%  | 0,8%   | 0,7%     | 0,7%    | 0,7%     | 0,8%     | 0,7%        |
| 2013 | 0,7%    | 0,5%      | 0,6%  | 0,6%  | 0,6% | 0,7%  | 0,7%  | 0,7%   | 0,6%     | 0,5%    | 0,6%     | 0,5%     | 0,6%        |
| 2014 | 0,5%    | 0,1%      | -     | -     | -    | -     | -     | -      | -        | -       | -        | -        | 0,05%       |
| 2015 | -       | -         | -     | -     | -    | -     | -     | -      | -        | -       | -        | -        | -           |
| 2016 | -       | -         | -     | -     | -    | -     | -     | -      | -        | -       | -        | -        | -           |
| 2017 | -       | -         | -     | -     | -    | -     | -     | -      | -        | -       | -        | -        | -           |
| 2018 | -       | -         | -     | -     | -    | -     | -     | -      | -        | -       | -        | -        | -           |